# Мади (Монтана)
Мади (енгл. Muddy) насељено је место без административног статуса у америчкој савезној држави Монтана.

## Демографија
По попису из 2010. године број становника је 617, што је 10 (-1,6%) становника мање него 2000. године.
| Група             | 2000.     | 2010.     |
| Белци             | 31 (4,9%) | 13 (2,1%) |
| Афроамериканци    | 0 (0,0%)  | 0 (0,0%)  |
| Азијати           | 0 (0,0%)  | 0 (0,0%)  |
| Хиспаноамериканци | 19 (3,0%) | 51 (8,3%) |
| Укупно            | 627       | 617       |